# ویروس شکستگی گل لاله
ویروس شکستگی گل لاله (به انگلیسی: Tulip Breaking Virus)در رنگ جام گل شکستگی ایجاد می‌کند. تغییراتی که در رنگ گل ایجاد می‌شود در اثر تجزیه آنتوسیانین موجود در سلول‌های اپیدرم گلبرگ است. در بعضی از موارد همراه با شکستگی رنگ گل لکه‌های کلروتیک در برگ مشاهده می‌شود. معمولاً گیاه آلوده به ویروس رشد کمی دارد و گیاه دیرتر گل می‌دهد.
ویروس شکستگی لاله اولین بیماری ویروسی است که به ثبت رسیده و توسط کارولوس کلیسیوس در سال ۱۵۷۶ شرح داده شده‌است. گیاهان مبتلا به ویروس با گلبرگ‌های زیبای رنگارنگ به عنوان لاله رامبراند نامبرده می‌شدند زیرا یک موضوع محبوب در بسیاری از نقاشی‌های استادان هلندی بودند. جالب این است که رامبراند خودش اغلب آن‌ها را در نقاشی‌هایش تصویر نمی‌کرد. این نباتات چنان کمیاب بودند و پیدا کردنشان چنان مشکل بود که یک اشتیاق جنون‌آمیز برای به‌دست آوردنشان ایجاد کرد که تقریباً  باعث سقوط اقتصاد هلند شد. با اینکه شکستگی رنگ‌ها چندین قرن است که گزارش و به ثبت رسیده‌است ولی تا اوایل سال‌های ۱۹۰۰ به عنوان بیماری ویروسی شناخته نشده بود. ارگانیسم مسبب ویروس شکستگی لاله یک پاتی ویروس است که به دو نوع تقسیم شده‌است: ویروس شدید شکستگی لاله و ویروس ملایم شکستگی لاله. 
تعداد کمی از گل‌های تزئینی نشان دادند که به تلقیح مصنوعی این ویروس حساس هستند. ویروس در سیتوپلاسم زنده می‌ماند و ممکن است در تمام قسمت‌های گیاه پیدا شود. ویروس شکستگی لاله از طریق نوعی شته منتقل می‌شود. همچنین ویروس می‌تواند از طریق پیوند و تلقیح مصنوعی نیز منتقل شود. گیاهان آلوده زیبا هستند ولی ویروس اثرات مضر روی گیاه میزبان دارد. از طرفی دیگر خوشبختانه پرورش دهندگان لاله از سال‌های ۱۷۵۰ میلادی  توانسته‌اند نباتات بدون ویروس با همان ویژگی‌های مشابه رنگی شکستگی گل لاله تولید کنند.